# Acidovorax wautersii
Acidovorax wautersii es una bacteria gramnegativa del género Acidovorax. Fue descrita en el año 2013. Su etimología hace referencia al microbiólogo belga Georges Wauters. Es aerobia y móvil por flagelo polar. Tiene un tamaño de 0,2-0,7 μm de ancho por 1-5 μm de largo. Forma colonias lisas, convexas y no pigmentadas. Catalasa y oxidasa positivas. Temperatura óptima de crecimiento de 30 °C. Se ha aislado de sangre humana y del ambiente en Bélgica. Aun así, no se han relacionado con patogenicidad. 